# Per Englund

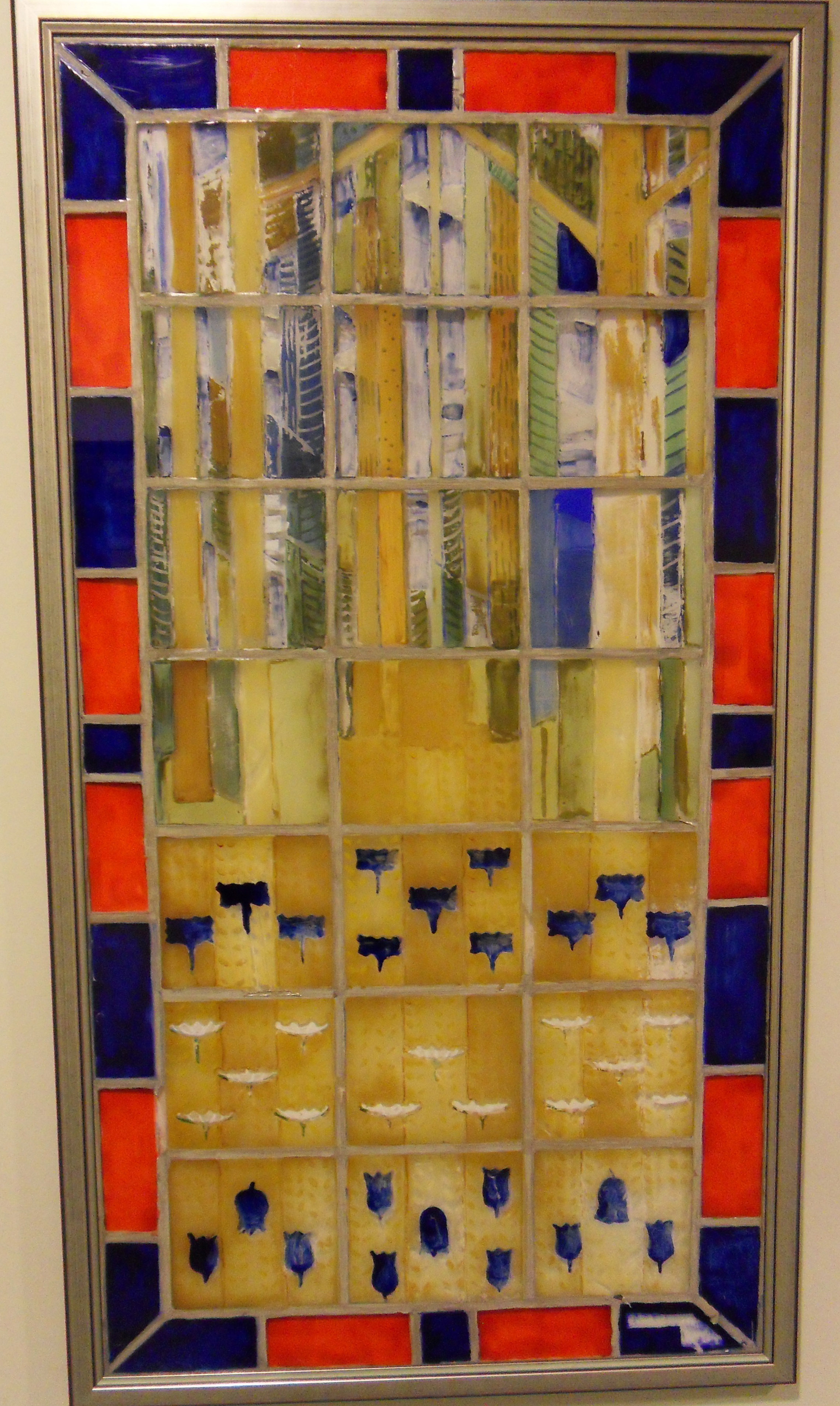
Abstrakt dekor.

Per Sigfrid Englund, född 30 april 1905 i Norrala församling, Gävleborgs län, död 2 mars 1988 i Bollnäs, var en svensk målare, bosatt i Granbo vid Bollnäs.
Han var son till arbetaren Anders Englund och Brita Mickelsdotter samt från 1938 gift med Bertha Ohlsson. Englund studerade konst för Carl Wilhelmson och Otte Sköld i Stockholm samt för Othon Friesz i Paris. Därefter följde studieresor till bland annat Nederländerna, Italien, Norge, Spanien och de Baltiska staterna. Separat ställde han i på Modern konst i hemmiljö 1940, Linköping 1941 och på Gävle museum 1944, Ljusdal 1947, Söderhamn 1951 samt Hudiksvall 1955. Han medverkade i en samlingsutställning på Konstakademien 1939 och var representerad i utställningen Norrlandskonstnärer som visades på Liljevalchs konsthall 1946 och han var en regelbunden utställare med Sveriges allmänna konstförening och Gävleborgsgruppen.
Bland hans offentliga verk märks väggmålningarna i Bollnäs tingshus ("Land skall med lag byggas", 1947), i Edsbyns realskola ("Utflykten", 1952) och Staffanskolan i Söderhamn (1966). Sedan ett antal år finns även en cirka 13 meter lång målning, utförd av Per Englund, i Kilafors Biografteater. Målningen beställdes av dåvarande Hanebo kommun till plenisalen i kommunhuset. Sedan hängde målningen kvar i kommunhuset efter kommunens avveckling. När biografteatern byggdes ut visade det sig att målningen skulle passa in där och den pryder nu den nybyggda delen av Biografteatern. Motivet är olika delar ur Hanebos historia.
Han är bland annat representerad på Moderna museet, Länsmuseet Gävleborg, Västerås konstmuseum och Hälsinglands museum.

## Bilder

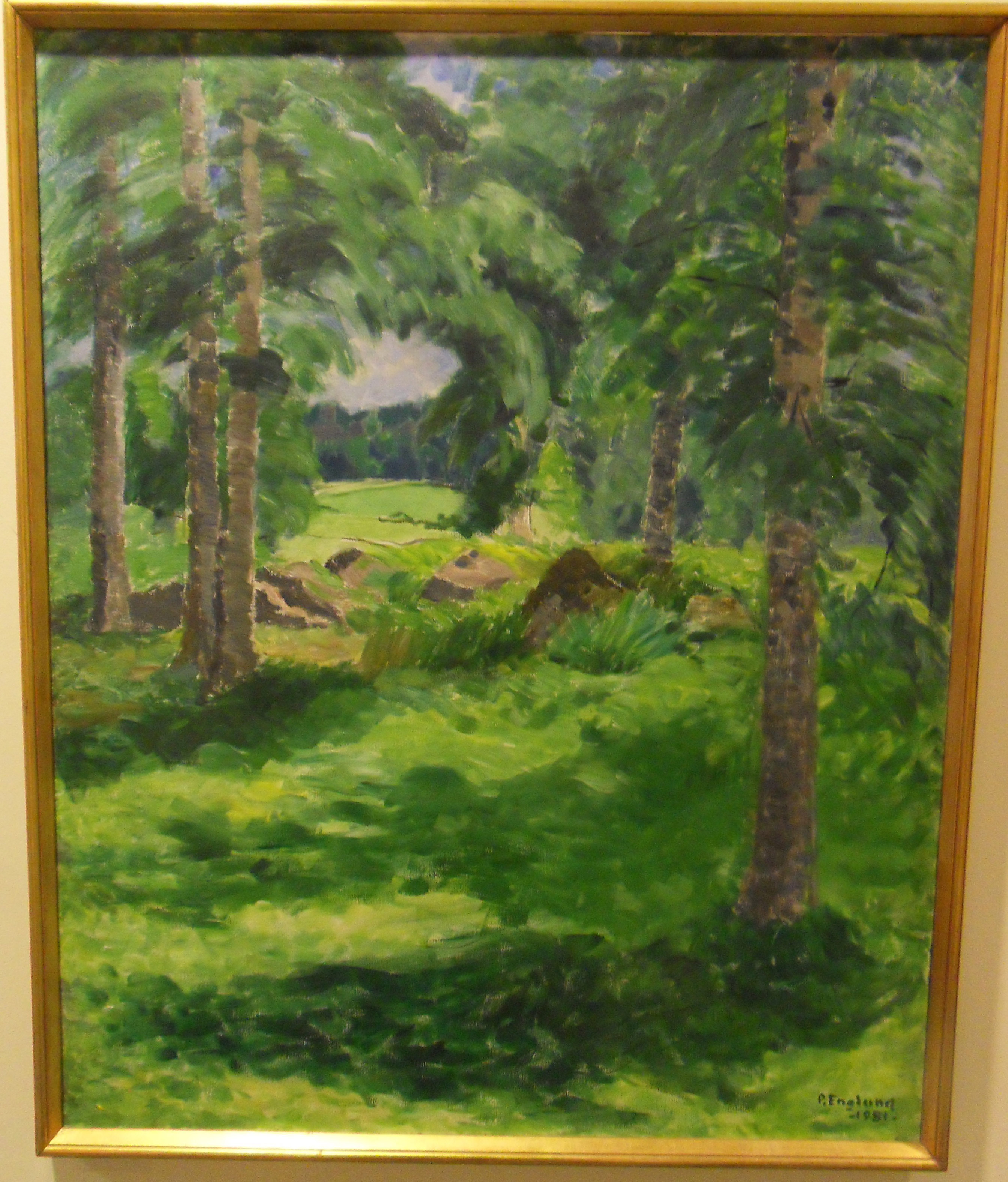
Sommar i Hälsingland.
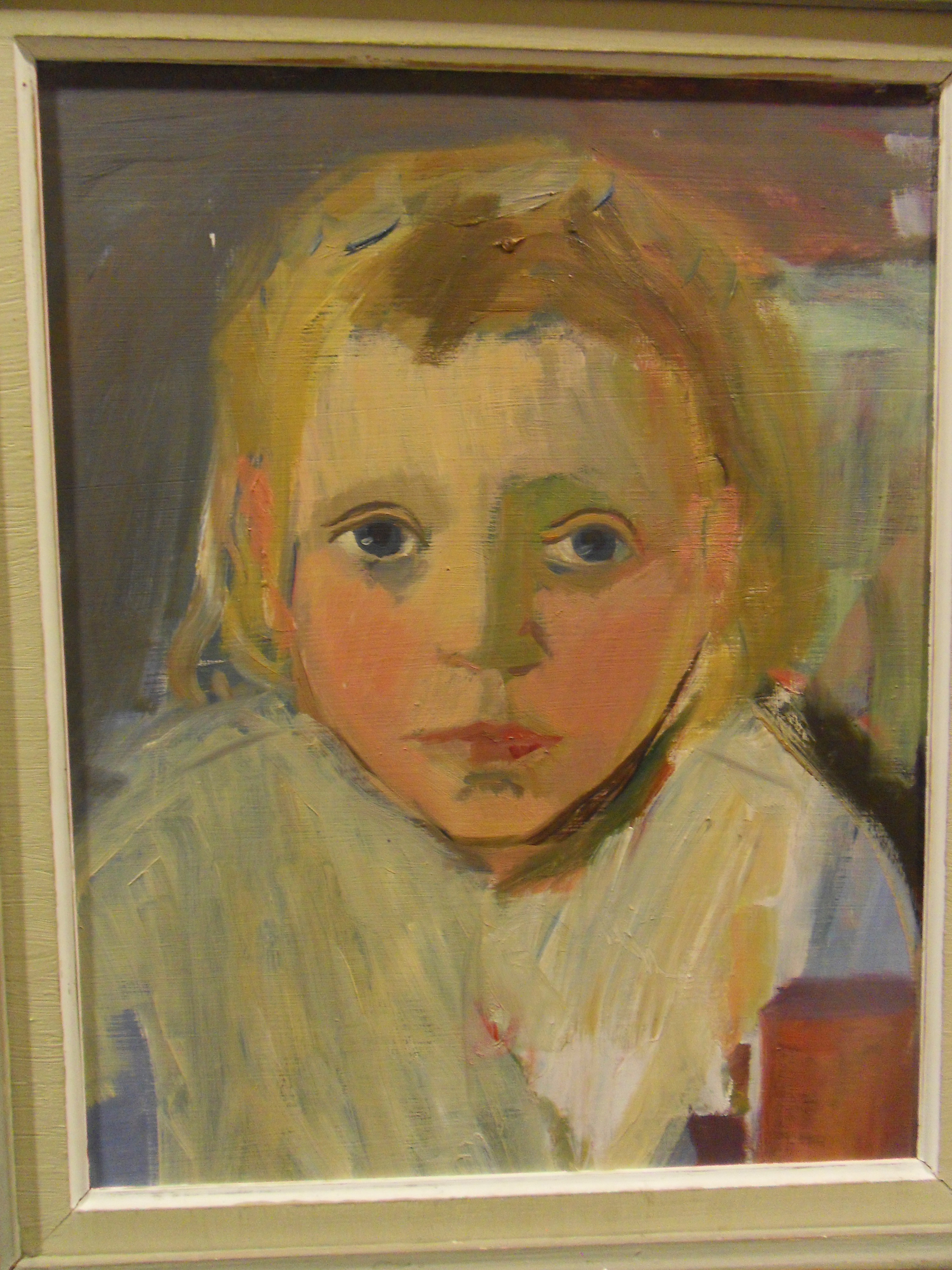
Porträtt av flicka.
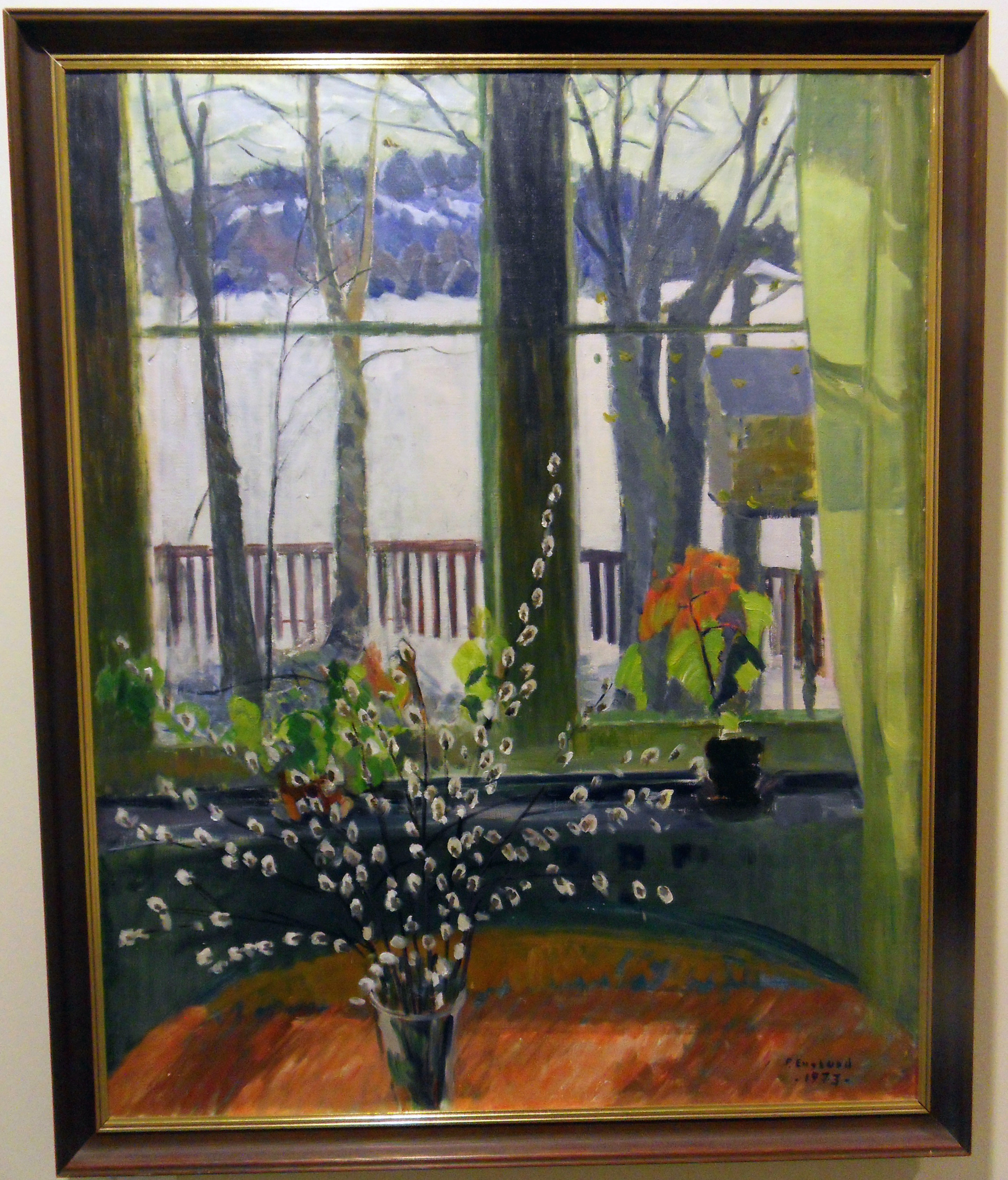
Vintermotiv från Granbo.